# Тоуроддюр Ґвюдмюндссон
Тоуроддюр Ґвюдмюндссон (ісл. Þóroddur Guðmundsson; нар. 18 серпня 1904 — пом. 13 березня 1983) — ісландський перекладач, поет і письменник.

## Біографія
Тоуроддюр народився 18 серпня 1904 року на фермі Сандюр в долині Адальдалюр (нині в громаді Тінгейярсвейт у Нордюрланд-Ейстра) у сім'ї поета та письменника Ґвюдмюндюра Фрідйоунссона (1869—1944) та його дружини. Загалом у сім'ї було дванадцять братів і сестер, з яких Тоуроддюр був третім за віком.
Дитинство та юність Тоуроддюра пройшли на батьківській фермі, після чого він вступив до школи-інтернату у Л'єґарі, яку закінчив навесні 1926 року. Потім він виїхав до Норвегії, де у 1929 році отримав спеціальність агронома у сільськогосподарській школі провінції Естфолл у Калнесі. У 1931—1932 роках він навчався у Педагогічному інституті Орхуського університету, де вивчав географію, зоологію, ботаніку та геологію, після чого повернувся до Ісландії, де у 1935 році отримав ліцензію ісландського вчителя. Пізніше, у 1948—1949 роках, він вивчав літературознавство у Триніті-коледжі у Дубліні та здобув ступінь з англійської літератури.
Викладання було основною роботою Тоуроддюра. Щоб мати можливість прогодувати себе та свою сім'ю, він працював у різних середніх школах Ісландії. Так у 1929-31 роках він був учителем у загальноосвітній школі у Л'єгарі, у 1935-44 роках — учителем народної школи в Ейдюрі, у 1944-48 роках — директором регіональної школи в Рейк'янесі недалеко від Ісафіордюра. З 1948 року й аж до виходу на пенсію у 1972 році Тоуроддюр працював учителем у середній школі у Гапнарф'єрдюрі.

## Творчість
Тоуроддюр писав і перекладав вірші й оповідання, робив нотатки про подорожі й есе, публікував публіцистичні та літературознавчі статті. Він також редагував деякі ісландські періодичні видання, зокрема, працював редактором літературного журналу «Еймрейдін» (ісл. Eimreiðin), відповідав за видання багатьох ісландських класиків і брав участь у громадській роботі Ісландської асоціації письменників.
Перша книга Тоуроддюра вийшла друком у 1943 році — збірка есе «Skýjadans» (укр. «Танець хмар»). Потім з'явилися збірки віршів, нотатки про подорожі, переклади та оповідання. На думку письменника та літературного критика Сіґюрдюра Ейнарссона роботи Тоуроддюра характеризувалися чуйною емпатією, майстерністю та впевненим володінням мовою.
Його переклади творів Вільяма Блейка «Пісні невинності» та «Вірші життєвого досвіду» вирізняються винятковою якістю. Тоуроддюр не тільки переклав ці книги, але доповнив їх коментарями та примітками до віршів.

## Видані книги
- Хмарний танець (ісл. Skýjadans; 1943)
- Дикий політ: Вірші (ісл. Villiflug: ljóð; 1946)
- ґвюдмюндюр Фрідйоунссон: Життя та робота (ісл. Guðmundur Friðjónsson: ævi og störf; 1950)
- Запах відлиги: Вірші (ісл. Anganþeyr: ljóð; 1952)
- З західного шляху: Дорожні нотатки з Великої Британії та Ірландії (ісл. Úr vesturvegi: ferðasaga frá Bretlandi og Írlandi; 1953)
- Селаф'єдль: Оригінальні та перекладні вірші (ісл. Sefafjöll: frumort og þýdd ljóð; 1954)
- У Скаульгольті (ісл. Í Skálholti; 1957)
- «Пісні невинності» та «Вірші життя»: Дві збірки віршів / Вільям Блейк (ісл. Söngvar sakleysisins og Ljóð lífsreynslunnar: tveir ljóðaflokkar / William Blake; 1959)
- Сонячний місяць: Вірші (ісл. Sólmánuður: ljóð; 1962)
- Перекладені вірші із дванадцяти країн (ісл. Þýdd ljóð frá tólf löndum; 1965)
- З дому та додому: Спогади західного ісландця/Фрідгейр Г. Берг (ісл. Að heiman og heim: endurminningar Vestur-Íslendings / Friðgeir H. Berg; 1968)
- Гра в довгі ігри: Поезія (ісл. Leikið á langspil: ljóð; 1973)
- Готландська поезія / Густав Ларссон (ісл. Gotlensk ljóð / Gustaf Larsson; 1975)
- Домогосподарка з Сандюра: Ґвюдрун Оддсдоуттір (ісл. Húsfreyjan á Sandi: Guðrún Oddsdóttir; 1976)
- Переклади віршів із країн Північної Європи (ісл. Ljóðaþýðingar frá Norðurlöndum; 1980)